# Rhantus bula
Rhantus bula är en skalbaggsart som beskrevs av Balke, Wewalka, Alarie och Ignacio Ribera 2007. Rhantus bula ingår i släktet Rhantus och familjen dykare. Inga underarter finns listade i Catalogue of Life.